# Beeraladinni, Basavana Bagevadi
Beeraladinni là một làng thuộc tehsil Basavana Bagevadi, huyện Bijapur, bang Karnataka, Ấn Độ.